# Chapeau Faro
Chapeau Faro is een Belgisch bier van spontane gisting.
Het bier wordt sinds 1991 gebrouwen in Brouwerij De Troch te Wambeek.
Het is een donker amberkleurig bier met een alcoholpercentage van 4,75%.